# Квалификация третьего дивизиона чемпионата мира по хоккею с шайбой среди молодёжных команд 2018
Квалификация чемпионата мира по хоккею с шайбой среди молодёжных команд  2018 года в III-м дивизионе — спортивное соревнование по хоккею с шайбой под эгидой ИИХФ, которое прошло в феврале 2018 года в Кейптауне, ЮАР. Лучшая команда турнира получила право играть в группе А третьего дивизиона чемпионата мира 2019 года

## Определения места проведения
Места проведения турнира были определены на ежегодном конгрессе ИИХФ, который состоялся в Кёльне в мае во время чемпионата мира 2017 года.
Кейптаун был единственной кандидатурой.

## Участвующие команды
С прошлого турнира третьего дивизиона.
| Сборная | Квалификация                                                 |
| ------- | ------------------------------------------------------------ |
| Тайвань | Заняла 7-е место в третьем дивизионе в прошлом году          |
| ЮАР     | Хозяева, заняла 8-е место в третьем дивизионе в прошлом году |

## Квалификационный турнир
|  | Команда, выходящая в Третий дивизион чемпионата мира по хоккею с шайбой среди молодёжных команд 2019 |

### Таблица
| М | Сборная | И | В | ВО | ПО | П | ШЗ | ШП | РШ | О |
| - | ------- | - | - | -- | -- | - | -- | -- | -- | - |
| 1 | ЮАР     | 2 | 2 | 0  | 0  | 0 | 6  | 4  | +2 | 6 |
| 2 | Тайвань | 2 | 0 | 0  | 0  | 2 | 4  | 6  | -2 | 0 |

### Результаты
Время местное (GMT+2).
| 5 февраля 2018 20:00 | Тайвань | 0 : 1 (0:0, 0:1, 0:0) | ЮАР | Ледовая арена Грандвест, Кейптаун Зрителей: 150 |

| Отчёт  | Отчёт | Отчёт  | Отчёт | Отчёт                               |
| ------ | ----- | ------ | ----- | ----------------------------------- |
|        |       |        |       |                                     |
|        |       |        |       | Судьи: Пьер Дехаен Владимир Снасель |
|        |       |        |       |                                     |
|        |       |        |       |                                     |
|        |       |        |       |                                     |
|        |       |        |       |                                     |
|        |       |        |       |                                     |
| 12 мин | Штраф | 29 мин |       |                                     |
|        |       |        |       |                                     |
|        | 22    | Броски | 29    |                                     |

| 6 февраля 2018 20:00 | ЮАР | 5 : 4 (2:3, 2:0, 1:1) | Тайвань | Ледовая арена Грандвест, Кейптаун Зрителей: 125 |

| Отчёт  | Отчёт | Отчёт  | Отчёт | Отчёт                               |
| ------ | ----- | ------ | ----- | ----------------------------------- |
|        |       |        |       |                                     |
|        |       |        |       | Судьи: Пьер Дехаен Владимир Снасель |
|        |       |        |       |                                     |
|        |       |        |       |                                     |
|        |       |        |       |                                     |
|        |       |        |       |                                     |
|        |       |        |       |                                     |
| 34 мин | Штраф | 32 мин |       |                                     |
|        |       |        |       |                                     |
|        | 37    | Броски | 33    |                                     |

### Индивидуальные награды
Лучшие игроки по амплуа:
Лучшие игроки в каждой команде по версии тренеров: